# Convent de Sant Agustí (Igualada)
El Convent de Sant Agustí és un convent fundat a Igualada l'any 1393, per frares agustins procedents del Convent de Sant Agustí de Barcelona. S'ubicà extramurs a l'oest de la ciutat, a l'actual plaça Castells, on hi havia l'anterior capella de Santa Maria Egipcíaca que havia estat construïda als voltants de 1336. El convent va ser ocupat pels agustins fins a l'any 1835. El 1858 fou ocupat pels escolapis, que encara hi tenen l'actual Escola Pia d'Igualada. L'adjacent església, amb títol de santuari des de 1941, està dedicada a la Mare de Déu de la Pietat, copatrona de la ciutat. És un edifici protegit com a bé cultural d'interès local.

## Història
Els agustins procedents del Convent de Sant Agustí de Barcelona arribaren a Igualada el 19 de juliol de 1393, i fundaren el convent a l'edifici on hi havia l'anterior capella de Santa Maria Egipcíaca. Aquesta capella havia estat construïda als voltants de 1336, i era l'edifici que tenia la vila d'Igualada d'arrest en cas de no complir el pagament d'un deute dins un temps fixat. El primer prior fou Fra Joan Pujol.
L'any 1421 el consell general de la vila va demanar "frares bons, idóneos y suficients". A finals del segle xv, durant la guerra civil catalana (1462-1472) contra Joan II, el convent, situat fora del recinte emmurallat, restà indefens i arruïnat i els frares van haver d'abandonar-lo i es refugiaren a l'hospital de Sant Bartomeu. El 1476 el consell va demanar als agustins que tornessin al monestir i que iniciessin la seva restauració. El 1479 s'hi va celebrar el capítol general dels agustins.
Després de la guerra civil catalana, Igualada va quedar desfeta, saquejada i amb pocs habitants, passant de 200 a 70 llars. En aquells difícils moments, la ciutat demanà assistència a la Mare de Déu de la Pietat i proposà edificar-li una capella. El 23 d'abril de 1483 es va posar la primera pedra de la primigènia capella de Nostra Senyora de la Pietat, situada al claustre del convent. Es feu una processó solemne, que sortí de la vila i arribà al convent. Se celebrà missa a l'altar major de l'església del convent, amb 5 pedres damunt de l'altar, en honor de les 5 llagues de Jesucrist. Les pedres van ser beneïdes allí mateix per Pere Agustí Coll, degà de la vila. Es portaren les pedres al claustre, es cantà la Salve Regina, i es posaren a cada costat del quadrat que marcava els fonaments de la capella. Es cantà un Te Deum i el prior demanà al notari que aixequés acta.

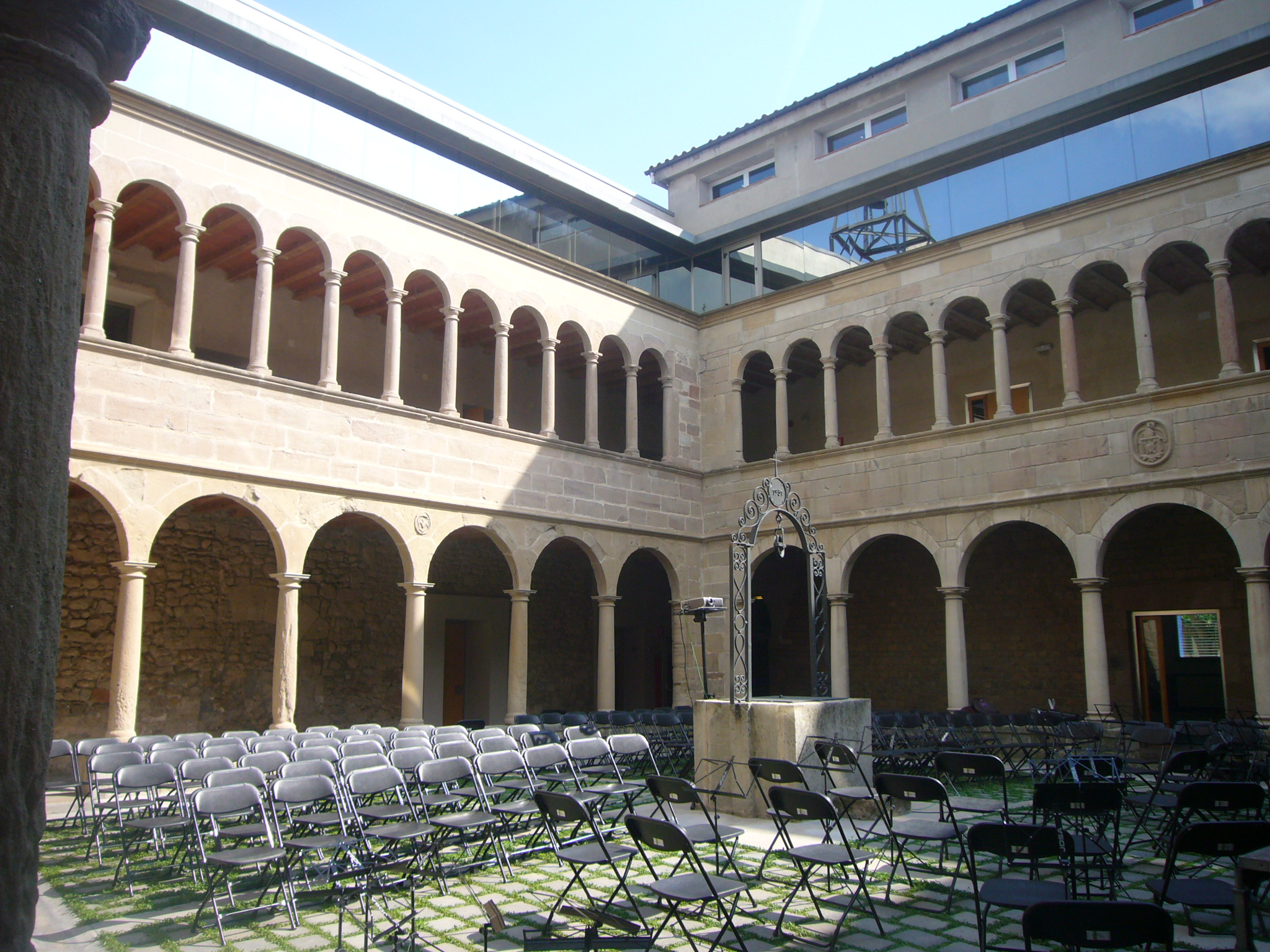
Claustre del Convent de Sant Agustí d'Igualada

El claustre es va edificar a partir del 1495 sobre un d'anterior que estava malmès. El 1506 es completà la reconstrucció del claustre, considerat un dels monuments de la ciutat d'Igualada. L'igualadí Jeroni Cornet deixà un llegat als agustins per fundar una aula per a llegir i ensenyar teologia i filosofia, i per edificar part del claustre, amb la condició d'esculpir el seu escut d'armes en ambdós llocs.
L'any 1585 Josep de Calassanç s'allotjà durant una nit al convent, de pas cap al Monestir de Montserrat. L'any 1649 els frares del convent es van fer càrrec de l'ermita de Sant Jaume Sesoliveres.
L'església de la Mare de Déu de la Pietat, d'una sola nau, va ser construïda als voltants de 1780, en estil neoclàssic. La imatge de la Verge hi fou traslladada el primer diumenge de quaresma de 1787, procedent de l'anterior capella situada al claustre, i s'ubicà al cambril de l'església. Es tracta d'una petita imatge gòtica d'alabastre que mesura 25 centímetres d'alçada (sense la corona) i 20 d'amplada en planta, coneguda per diversos prodigis. L'església té un retaule de marbre dedicat a la Verge de la Pietat. En la part superior del retaule hi havia una pintura, en tela, de Sant Agustí, col·locada després de la guerra civil espanyola. Pel darrere hi havia una capella on era exposada una escultura de Sant Agustí de guix policromat, conservada actualment en el convent.
L'any 1821 el convent fou confiscat, i els agustins van ser expulsats el 26 de juliol de 1835, a conseqüència de la crema de convents ocorreguda el dia anterior a Barcelona. En sessió del 26 d'agost l'ajuntament va llegir una ordre del Governador en què s'ordenava crear un comissionat per fer-se càrrec dels béns del convent. La Verge de la Pietat fou traslladada provisionalment a la parròquia de Santa Maria.
El 9 de juny de 1849 el govern d'Isabel II cedí el convent als escolapis, que en aquell moment disposaven de poc espai en un edifici de la plaça de la Creu, al centre de la vila. Usaven l'església de la Mare de Déu dels Dolors, avui desapareguda, i les habitacions adjacents. Els escolapis eren presents a Igualada des de 1732, quan Felip V concedí permís per a la seva fundació. Desenvoluparen la seva activitat educativa fins al 1835, en què el col·legi va haver de tancar. El 1840, acabada la Primera Guerra Carlina, els escolapis van demanar el seu retorn a Igualada, però l'ajuntament ho desaconsellà. El govern imposà 2 condicions als escolapis: mantenir el culte a la Verge de la Pietat i establir-hi un centre docent. El 3 d'octubre de 1858 els escolapis van prendre possessió del vell convent de Sant Agustí d'Igualada. El primer rector fou el Pare Joan Renom. El culte es restablí el 14 de febrer de 1864.

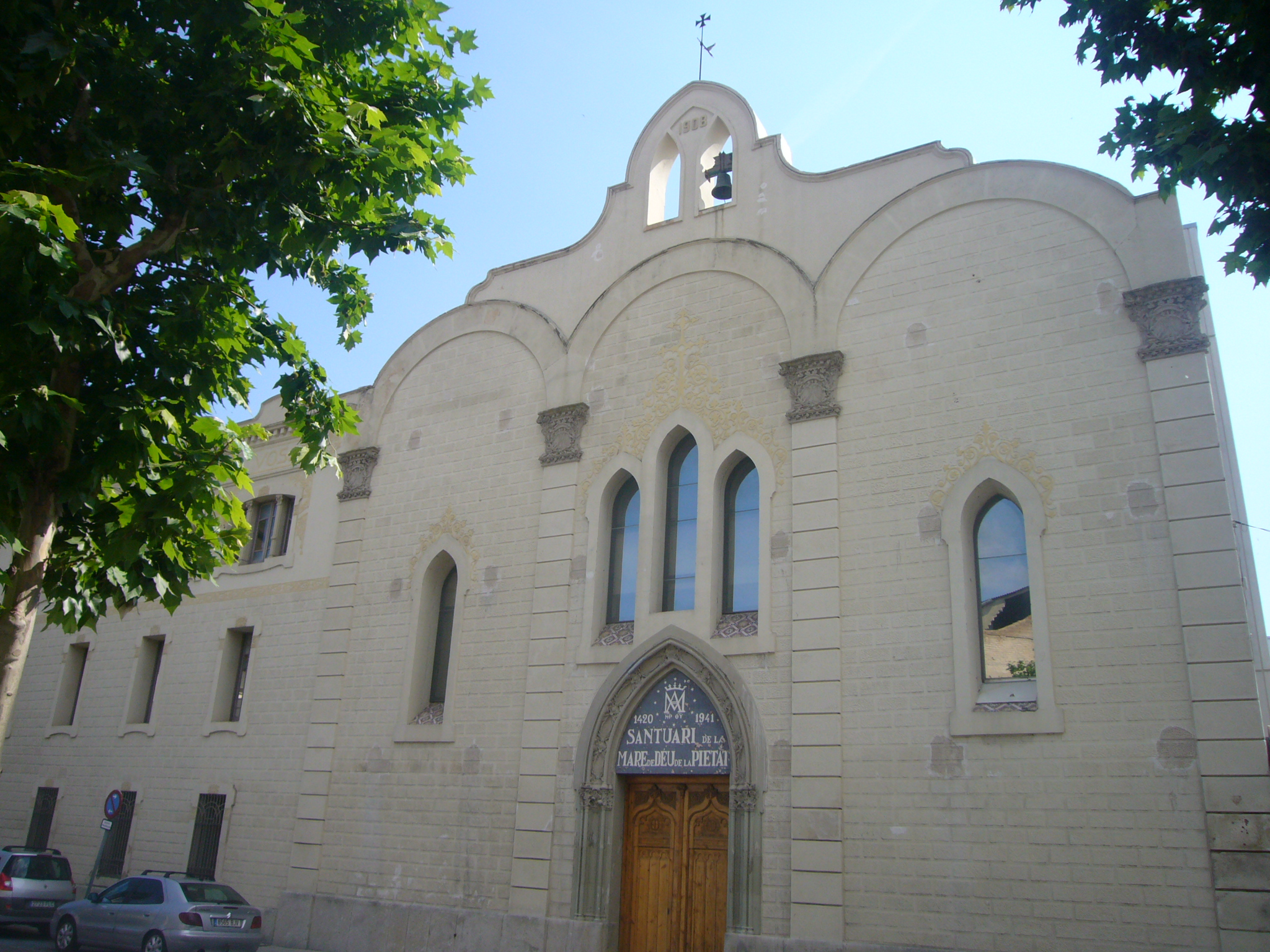
Façana de l'església de la Pietat, que l'any 1941 obtingué el títol de Santuari

El 1868 es van fer pregàries a la Verge de la Pietat demanant la pluja. L'octubre de 1918 arribà a Igualada una epidèmia de grip, que s'anomenà popularment com “la passa”. El 13 d'octubre es començà una novena a la Verge de la Pietat. Acabada l'epidèmia, cap escolapi ni cap alumne va morir a causa de la grip, i per això nasqué la tradició d'oferir a la Verge un triduum d'acció de gràcies cada mes d'octubre.
Amb l'esclat de la guerra civil espanyola, el 20 de juliol de 1936 els religiosos abandonaren el convent, que fou saquejat. La imatge original de la Verge es salvà gràcies al fet que col·locaren una reproducció en el seu lloc. A l'edifici s'hi instal·là una cuina comunal, per servir a les tropes que anaven cap al front de Lleida. Acabada la guerra, la imatge es tornà a col·locar el 23 de desembre de 1939. El 1940 es reconstruí el templet segons projecte de l'arquitecte Cèsar Martinell. L'any 1941 el bisbe de Vic Joan Perelló i Pou concedí el títol de Santuari de la Mare de Déu de la Pietat, a l'església de Sant Agustí, amb mossèn Amadeu Amenós i Roca com ecònom-arxipreste. L'11 d'octubre de 1959, la imatge fou coronada canònicament, gràcies a un privilegi concedit pel papa Joan XXIII, idea que molts igualadins havien perseguit en el passat, com el poeta Jaume Boloix i Canela. L'acte fou presidit pel bisbe Ramon Masnou i Boixeda. El 1959 s'inaugurà el nou cambril, amb decoració de Joan Torras i Viver. El juliol de 1961 s'inaugurà un padró al camí dels Degotalls, a Montserrat, dedicat a la Verge de la Pietat. L'agost de 1990 una imatge de la Verge va estar al costat del papa Joan Pau II en una actuació al Vaticà del Cor Parroquial de Santa Maria. Des de 1997 no hi ha una comunitat escolàpia estable al convent. L'any 2003 es tancà el Santuari degut al seu mal estat, provocat per les argiles expansives del terreny, i provocant una polèmica ciutadana. S'optà per conservar la façana exterior i construir un nou santuari, que s'inaugurà l'any 2007.

## Descripció

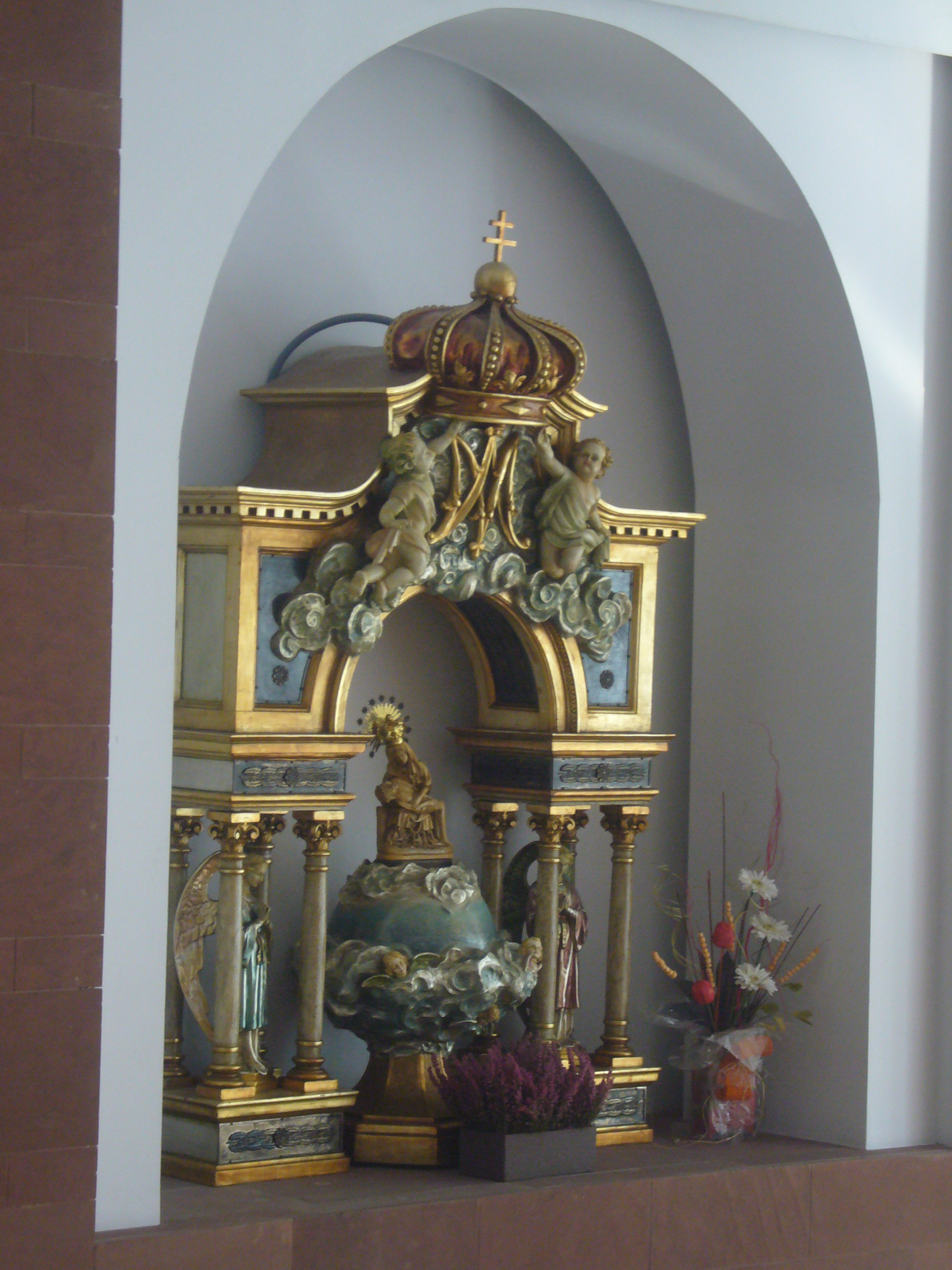
Cambril de la Verge de la Pietat, a l'interior del Santuari

És un edifici escolar de planta baixa i dos pisos, remodelació de l'antic convent dels Agustins al que s'hi aixecà una planta el 1905. Per les seves grans dimensions -ocupa tot un costat de la plaça-, una vegada configurada aquesta, el ritme de les finestres queda interromput pels dos elements del final i per l'element central, format per tres arcades sobre pilastres amb capitells de decoració floral. Aquest darrer, del cos central, és de més alçada i té un remat amb un escut envoltat d'elements vegetals i és coronat per un element de ferro forjat que allotja la campana del rellotge. Dit rellotge de la façana fou muntat pel rellotger Salvador Nadal que també va construir el de l'antiga estació dels Ferrocarrils.
A l'ala dreta de l'edifici, i formant-ne part, hi ha l'església de la Pietat. És una església d'una sola nau encara que els buits entre els altars laterals li donen un aspecte de tres naus. La part més important és el cambril on hi ha unes pintures murals realitzades per J. Torras i Viver, de l'any 1959. Està situada a l'extrem dret de l'escola Pía i adossada a ella. Això fa que la façana realitzada paral·lelament (1908) segueixi el mateix esquema que el de l'edifici principal. Està estructurada en tres bandes delimitades per pilastres de falsa pedra coronades amb capitells que recorden l'estil neoclàssic. En la part central, la porta d'entrada d'arc apuntat. És una falsa façana que s'aixeca per damunt de la teulada i en el centre hi ha un campanar d'espadanya. L'edifici de l'escola i el de l'església tenen una façana unitària que dona a la plaça d'estil modernista, projectada per Pau Riera i Galtés i inaugurada el 1908, moment en el qual s'instal·là l'actual torre del rellotge. El claustre fou construït seguint l'estil del renaixement italianitzant. Té un pati trapezoïdal amb un ritme de columnes irregular. Al pati central hi ha una cisterna de l'any 1615, que recollia l'aigua pluvial, fet que és mencionat en els versos del poema "Ombres" de Joan Llacuna. La major part de l'edifici és del segle xvii.

## Llegenda de la Verge de la Pietat
Segons la llegenda, la imatge de la Verge de la Pietat d'Igualada va ser portada a la ciutat per un pelegrí que l'havia robada d'una església de Sevilla l'any 1420. Després de passar per Saragossa i Lleida, arribà a Igualada, de pas cap a Montserrat. En arribar a Igualada, el pelegrí demanà passar la nit al convent de Sant Agustí. L'endemà, a l'hora de marxar, el seu sarró es va fer tan pesant que no va poder-lo aixecar de terra, degut al pes de la imatge. A causa d'això, el pelegrí confessà el seu robatori. Es va interpretar aquest fet com la voluntat de la Verge de quedar-se a Igualada, i se li erigí una capella en honor seu. El peregrí, satisfet de complir la voluntat del cel, va demanar al prior que l'admetés al seu Convent com oblat, fins a la fi dels seus dies.
La devoció a la imatge està documentada des de 1452.